# Interhelpo
| Esperanto |  |
| |  |
| Jazyk |  |
| |  |
| - Akademie esperanta - Gramatika - Slovníky - Esperantologie - Abeceda - Číslovky - Fundamento - lernu! - Letní škola esperanta                                                                             |  |
| |  |
| Organizace |  |
| |  |
| - UEA - TEJO - E@I - EEU - SAT - Český esperantský svaz - Česká esperantská mládež - Esperantské kluby - Katolíci                                                                                           |  |
| |  |
| Dějiny |  |
| |  |
| - Ludvík Lazar Zamenhof - Časová osa - Buloňská deklarace - Ido-schizma - Krize ata/ita - Neutrální Moresnet - Interhelpo - Pražský manifest - Bona Espero - Esperantské město                              |  |
| |  |
| Kultura |  |
| |  |
| - Esperantská setkání - Pasporta Servo - Hudba - Rozhlas - Finvenkismus - Homaranismus - Kabei - Politika - La Espero - Stelo - Symboly (vlajka) - UK - IJK - Esperantista - Rodilí mluvčí - Zamenhofův den |  |
| |  |
| Literatura |  |
| |  |
| - Autoři - Esperantské časopisy - Esperantské slovníky - PIV - Wikipedie - KAEST |  |
| |  |
| Úhly pohledu |  |
| |  |
| - Propedeutická hodnota - Srovnání s idem - Srovnání s interlinguou - Reformy - Odpor vůči esperantu |  |

Interhelpo bylo průmyslové dělnické družstvo esperantistů a idistů, založené v květnu 1923 v Žilině, na pomoc budování socialismu v Sovětském svazu, v oblasti pozdějšího Kyrgyzstánu. V letech 1925 až 1932 odjelo ze železničních stanic Žilina a Brno celkem 1078 osob (407 členů družstva a 671 rodinných příslušníků) ve čtyřech transportech. Družstvo bylo v ČSR registrováno jako „Interhelpo, všeobecné výrobní a spotřebitelské družstvo v Žilině“ se statutem schváleným státními orgány.[zdroj?]
Na žilinském nádraží je k celé události pamětní deska.
Interhelpo se také jmenoval jazyk, kterým hovořili členové družstva. Ti věřili, že řečí jejich nové vlasti bude esperanto. Ve skutečnosti se však nakonec jednalo o „spontánní esperanto“, ve kterém se stala základem slova z esperanta, z jazyků družstevníků (česká, slovenská, německá, maďarská, rusínská) a slova kyrgyzská, uzbecká, ruská, ukrajinská, ujgurská, tádžická a tatarská.[zdroj?]
Politik pražského jara Alexander Dubček byl rovněž účastníkem Interhelpa, společně se svými rodiči.

## Historie
V návaznosti na občanskou válku a hladomor v roce 1921 se Sovětský svaz vedle aplikace Nové ekonomické politiky obrátil i na zahraniční dělnictvo. Vedle darování peněz, potravin a strojů došlo i na migraci dělníků do Sovětského svazu. Z Československa se do SSSR vypravily skupiny jako Pragomašina, Kladenská komuna, Reflektor, Slovácká komuna a největší z nich bylo Interhelpo.
Každý člen vstupující do družstva do něho musel vložit celý svůj majetek. Za takto utržené a do družstva vložené peníze byly v Československu nakoupeny vedle hospodářských strojů i stroje a zařízení pro textilní továrnu a koželužnu. Družstvo vybudovalo celou řadu provozů „na zelené louce“. V kyrgyzských stepích v okolí města Pišpek (Biškek), sověty 1926 přejmenovaného na Frunze, byla postavena a uvedena do provozu tato zařízení:
- 1925 – elektrárna
- 1927 – textilní továrna
- 1928 – tavírna
- továrna na nábytek aj.

Už roku 1925 bylo Interhelpo oficiálně vyhlášeno jako nejlepší družstvo v Sovětském svazu. V roce 1934 se podílelo v průmyslové výrobě Kyrgyzie celými 20 procenty.[zdroj?]
Sovětská vláda dala uvěznit[ve zdroji nenalezeno] některé členy a funkcionáře družstva a ještě v průběhu 30. let dosadila do vedení sovětské činitele. Postátněním družstva přišli družstevníci o své podíly a byli nuceni přijmout sovětské občanství. V druhé polovině 30. let se stali někteří z družstevníků obětí stalinských čistek, někteří se ještě před zavedením vnitřních pasů stěhovali do jiných částí Kyrgyzie a Sovětského svazu, kde si našli práci a nový domov, další se vraceli domů.
Interhelpo bylo zlikvidováno v roce 1943.
Hlavně se Svobodovou armádou a po druhé světové válce se podařilo některým bývalým Interhelpovcům vrátit do Československa a po značných obstrukcích sem dostat z Frunze i své rodiny.
Ti, co zůstali, byli asimilováni do sovětské společnosti.